# 임베디드 C
임베디드 C(Embedded C)는 서로 다른 임베디드 시스템을 위한 C 확장 기능들 사이에 존재하는 공통성 문제를 해결하기 위해 C 표준 위원회가 C 프로그래밍 언어에 적용한 언어 확장 집합이다.
임베디드 C 프로그래밍은 일반적으로 고정소수점, 여러 개의 별도 메모리 뱅크, 기본 I/O 작업과 같은 향상된 마이크로프로세서 기능을 지원하기 위해 C 언어에 대한 비표준 확장이 필요하다. C 표준 위원회는 2008년에 가장 최근에 개정되고 2013년에 검토된 기술 보고서를 발행하여 모든 구현에 적용할 공통 표준을 제공한다. 여기에는 고정소수점, 이름 지정된 주소 공간 및 기본 I/O 하드웨어 주소 지정과 같이 일반 C에는 없는 여러 기능이 포함된다. 임베디드 C는 표준 C의 대부분의 구문 및 의미 체계를 사용한다. 예를 들어 main() 함수, 변수 정의, 데이터 형식 선언, 조건문(if, switch case), 루프(while, for), 함수, 배열 및 문자열, 구조체 및 공용체, 비트 연산, 매크로 등이 있다.